# Férfi 10 méteres toronyugrás a 2016-os úszó-Európa-bajnokságon
A 2016-os úszó-Európa-bajnokságon a férfi 10 méteres toronyugrás versenyszámának selejtezőjét május 15-én délelőtt, a döntőjét pedig délután rendezték meg a London Aquatics Centreben.

## Versenynaptár
Az időpontok helyi idő szerint olvashatóak (GMT +00:00).
| Dátum                     | Időpont | Forduló   |
| ------------------------- | ------- | --------- |
| 2016. május 15., vasárnap | 10:00   | Selejtező |
| 2016. május 15., vasárnap | 15:30   | Döntő     |

## Eredmény
Zölddel kiemelve a döntőbe jutottak
| #  | Versenyző         | Ország                   | Selejtező | Selejtező | Döntő   | Döntő  |
| #  | Versenyző         | Ország                   | Rangsor   | Pontok    | Rangsor | Pontok |
| -- | ----------------- | ------------------------ | --------- | --------- | ------- | ------ |
|    | Thomas Daley      | Egyesült Királyság (GBR) | 1         | 500,65    | 1       | 570,50 |
|    | Viktor Minibajev  | Oroszország (RUS)        | 2         | 463,75    | 2       | 524,60 |
|    | Nyikita Slejher   | Oroszország (RUS)        | 5         | 423,20    | 3       | 480,90 |
| 4  | Sascha Klein      | Németország (GER)        | 3         | 457,65    | 4       | 478,10 |
| 5  | Matthew Lee       | Egyesült Királyság (GBR) | 6         | 398,75    | 5       | 465,10 |
| 6  | Timo Barthel      | Németország (GER)        | 8         | 376,15    | 6       | 464,10 |
| 7  | Lev Sargsyan      | Örményország (ARM)       | 9         | 367,05    | 7       | 432,75 |
| 8  | Makszim Dolgov    | Ukrajna (UKR)            | 4         | 449,35    | 8       | 428,15 |
| 9  | Maicol Verzotto   | Olaszország (ITA)        | 12        | 354,30    | 9       | 424,05 |
| 9  | Vadim Kaptur      | Fehéroroszország (BLR)   | 7         | 378,15    | 10      | 414,65 |
| 11 | Jesper Tolvers    | Svédország (SWE)         | 9         | 367,05    | 11      | 399,95 |
| 12 | Alexis Jandard    | Franciaország (FRA)      | 11        | 364,65    | 12      | 380,15 |
|    |                   |                          |           |           |         |        |
| 13 | Loïs Szymczak     | Franciaország (FRA)      | 13        | 345,80    |         |        |
| 14 | Heikki Makikallio | Finnország (FIN)         | 14        | 341,90    |         |        |
| 15 | Vladimir Barbu    | Olaszország (ITA)        | 15        | 334,00    |         |        |
| 16 | Yauheni Karaliou  | Fehéroroszország (BLR)   | 16        | 325,25    |         |        |